# 馬里奧·博根
馬里奧·博根（英語：Mario Boggan，1983年9月30日—）為前美國男子籃球運動員，成長於美國北卡罗来纳州德罕，高中就讀四所學校，大學最初就讀佛罗里达大学，一年半後轉學到聖文德大學但只有停留一個月，接著入讀奇波拉學院，2004年4月與俄克拉何马州立大学静水校区簽約。第6季SBL超級籃球聯賽台灣大雲豹的洋將原先使用黃宇凡，之後以月薪8000美元改網羅博根作為球隊洋將。

## 外部連結
- 馬里奧·博根在Sports-Reference.com（NCAA）（英语）
- 馬里奧·博根在Eurobasket.com（球員）（英语）
- 馬里奧·博根在RealGM（英语）
- 馬里奧·博根在Proballers（英语）